# Marne (Ohio)
Marne – jednostka osadnicza w Stanach Zjednoczonych, w stanie Ohio, w hrabstwie Licking.